# Liste auf dem Münchner Ostfriedhof bestatteter Persönlichkeiten
Die Liste auf dem Münchner Ostfriedhof bestatteter Persönlichkeiten führt bekannte Personen auf, die auf dem Ostfriedhof im Osten der bayerischen Landeshauptstadt München ihre letzte Ruhestätte fanden.

## Die Gräber bekannter Personen
Hinweis: Die Liste ist alphabetisch nach Nachnamen sortiert.
| Name                               | Geburtsjahr | Sterbejahr | Tätigkeit | Grabnr.                                                   | Bild                                                                            |
| ---------------------------------- | ----------- | ---------- | --- | --------------------------------------------------------- | ------------------------------------------------------------------------------- |
| Wilhelm Abb                        | 1915        | 2010       | Geodät, Verwaltungsbeamter |                                                           |                                                                                 |
| Gottfried Amann                    | 1901        | 1988       | Forstwissenschaftler, Sachbuchautor                                                                                            |                                                           |                                                                                 |
| Carl Amery                         | 1922        | 2005       | Schriftsteller |                                                           | Grab von Carl Amery                                                             |
| Peter Auzinger                     | 1836        | 1914       | Schauspieler, bayerischer Mundartdichter                                                                                       | 027-09-22                                                 | Grab Peter Auzinger                                                             |
| Elise Beck                         | 1855        | 1912       | niederbayerische Mundartdichterin                                                                                              |                                                           |                                                                                 |
| Julius Beck                        | 1852        | 1920       | Schriftsteller, Rezitator |                                                           |                                                                                 |
| Daniel Beissbarth                  |             |            | Automobilpionier, Unternehmer, Karosseriebauer                                                                                 | 61-1-3                                                    | Grab der Familie Beissbarth                                                     |
| Hermann Beissbarth                 |             |            | Automobilpionier, Unternehmer, Karosseriebauer                                                                                 | 61-1-3                                                    | Grab der Fam. Beissbarth                                                        |
| Toni Berger                        | 1921        | 2005       | Volksschauspieler | 077-02-7                                                  | Grab von Toni Berger                                                            |
| Elsa Bernstein                     | 1866        | 1949       | Schriftstellerin | M-li-94                                                   | Grab Elsa Bernstein                                                             |
| Gottlieb Branz                     | 1896        | 1972       | Leiter der Städtischen Bibliotheken                                                                                            | 95-10-5                                                   |                                                                                 |
| Georg Brauchle                     | 1915        | 1968       | Münchner Bürgermeister | 046-9-1                                                   | Grab von Georg Brauchle                                                         |
| Andreas Brehme                     | 1960        | 2024       | Fußballspieler und -trainer | 58-7-5                                                    | Grab Andreas Brehme                                                             |
| Rudolf Brunnenmeier                | 1941        | 2003       | Fußballspieler | 36b-2-63                                                  | Grab Rudolf Brunnenmeier                                                        |
| Géza von Cziffra                   | 1900        | 1989       | Regisseur, Drehbuchautor |                                                           |                                                                                 |
| Karl Denk                          | 1930        | 2020       | Bestattungsunternehmer |                                                           | Grab Karl Denk                                                                  |
| Hans Döllgast                      | 1891        | 1974       | Architekt | 080-1-3                                                   | Grab Hans Döllgast                                                              |
| Fritz Druckseis                    | 1873        | 1950       | Mundartdichter |                                                           |                                                                                 |
| Josef Eichheim                     | 1888        | 1945       | Schauspieler |                                                           |                                                                                 |
| Kurt Eilles                        | 1913        | 1960       | Politiker der Bayernpartei |                                                           |                                                                                 |
| Jörg Fauser                        | 1944        | 1987       | Schriftsteller | 61-22-15                                                  | Grab Jörg Fauser                                                                |
| Hans Fischer                       | 1881        | 1945       | Chemiker, Nobelpreisträger |                                                           | GRab Hans Fischer                                                               |
| Rudolf-Christoph von Gersdorff     | 1905        | 1980       | Generalmajor | 152-1-12                                                  | Grab Rudolf-Christoph von Gersdorf                                              |
| Rex Gildo                          | 1936        | 1999       | Schlagersänger | 122-1-21                                                  | Grab Rex Gildo                                                                  |
| Adolf Gondrell                     | 1902        | 1954       | Conférencier, Film- und Bühnenschauspieler                                                                                     | 114-21-6                                                  |                                                                                 |
| Bernhard von Gudden                | 1824        | 1886       | Psychiater | Mauer links Nr. 5/6                                       | Grab Bernhard Gudden                                                            |
| Kaspar Haberl                      | 1897        | 1964       | Motorradfahrer, Gründer der Autohandelsfirma MAHAG                                                                             |                                                           | GRab Kaspar Haberl                                                              |
| Erich Hallhuber                    | 1951        | 2003       | Volksschauspieler |                                                           |                                                                                 |
| Joseph Hannesschläger              | 1962        | 2020       | Schauspieler |                                                           | Grab von Joseph Hannesschläger                                                  |
| Carlamaria Heim                    | 1932        | 1984       | Schriftstellerin | 147-5-69                                                  | Grab Carlamaria Heim                                                            |
| Hans Ludwig Held                   | 1885        | 1954       | Bibliothekar und Schriftsteller                                                                                                | 074-1-9                                                   | Grab Hans Ludwig Held                                                           |
| Ernst Hoferichter                  | 1895        | 1966       | Schriftsteller, Journalist und Schauspieler.                                                                                   | 027-06-9                                                  | Grab von Ernst Hoferichter                                                      |
| Friedrich Hollaender               | 1896        | 1976       | Revue- und Tonfilmkomponist, Kabarettist und Musikdichter                                                                      | 60-1-20                                                   | Grab von Friedrich Hollaender                                                   |
| Josef Höllerer                     | 1896        | 1976       | Stadtgartendirektor | 5-7-28                                                    | Grab Josef Höllerer                                                             |
| Alois Hönle                        | 1871        | 1943       | Volkssänger | 23-8-8                                                    | Grab Alois Hönle                                                                |
| Ludwig Hümmert                     | 1905        | 1986       | Autor | M-li-238                                                  | Grab Ludwig Hümmert                                                             |
| Mary Irber                         | 1884        | 1967       | Tänzerin, Schauspielerin | 055-28-12                                                 | Grab von Mary Irber                                                             |
| Käte Jaenicke                      | 1923        | 2002       | Theater- und Filmschauspielerin                                                                                                | Urnenhalle 321                                            |                                                                                 |
| Gerd Käfer                         | 1932        | 2015       | Gastronom |                                                           | Grab Familie Käfer                                                              |
| Adele Kern                         | 1901        | 1980       | Opernsängerin |                                                           |                                                                                 |
| Richard König                      | 1863        | 1937       | Bildhauer |                                                           |                                                                                 |
| Hilde Krahl                        | 1917        | 1999       | Schauspielerin | (Gedenkstein, ihren Körper überließ sie der Wissenschaft) | Gedenkstein Hilde Krahl                                                         |
| Peter Kreuder                      | 1905        | 1981       | Komponist | 055-19-2                                                  | Grab Peter Kreuder                                                              |
| Georg Kronawitter                  | 1928        | 2016       | Oberbürgermeister | Sektion 61                                                | Grab Georg Kronawitter                                                          |
| Hans Leibelt                       | 1885        | 1974       | Schauspieler |                                                           |                                                                                 |
| Herbert Andreas Löhlein            | 1900        | 1987       | Journalist, Autor | 72-7-11                                                   | Grab Andreas Löhlein                                                            |
| Klaus Löwitsch                     | 1936        | 2002       | Schauspieler | 88-11-4                                                   | Grab von Klaus Löwitsch                                                         |
| Ludwig in Bayern                   | 1831        | 1920       | Herzog von Bayern | M-li-251/253                                              | Grab Herzog Ludwig                                                              |
| Maria Imma Mack                    | 1924        | 2006       | Ordensschwester SNND |                                                           |                                                                                 |
| Georg Maurer                       | 1909        | 1980       | Arzt und Kommunalpolitiker (CSU)                                                                                               | 060-90-3                                                  | Grab Georg Maurer                                                               |
| Josef Maurer                       | 1868        | 1936       | Archäologe |                                                           |                                                                                 |
| Rosl Mayr                          | 1896        | 1981       | Schauspielerin | 102-7-19                                                  |                                                                                 |
| Franz Xaver Meiller                | 1852        | 1935       | Unternehmer |                                                           | Grab von Franz Xaver Meiller                                                    |
| Josef Mitterer                     | 1847        | 1937       | Volksdichter |                                                           |                                                                                 |
| Martha Mödl                        | 1912        | 2001       | Opernsängerin |                                                           | Grab Martha Mödl                                                                |
| Rudolph Moshammer                  | 1940        | 2005       | Modedesigner, Autor, Inhaber einer Boutique                                                                                    | 60-M-7                                                    | Mausoleum der Familie Moshammer                                                 |
| Georg von Orterer                  | 1849        | 1916       | Gymnasialdirektor und Politiker der Zentrumspartei (MdR und MdL), Präsident der Kammer der Abgeordneten im Bayerischen Landtag |                                                           |                                                                                 |
| Heinrich Porges                    | 1837        | 1900       | Musikschriftsteller, Chorleiter                                                                                                | Mauer links-94                                            | Grab Heinrich Porges                                                            |
| Johann Rattenhuber                 | 1897        | 1957       | SS-Gruppenführer und Generalleutnant der Polizei                                                                               | 90-7-25                                                   | Grab Rattenhuber                                                                |
| Benno Rauchenegger                 | 1843        | 1910       | Schriftsteller |                                                           |                                                                                 |
| Franz Xaver Reichhart              | 1851        | 1934       | Königlicher Nachrichter von Bayern                                                                                             |                                                           | Grab von Franz Xaver Reichhart                                                  |
| Johann Baptist Reichhart           | 1893        | 1972       | Nachrichter |                                                           |                                                                                 |
| Reinhold Reitberger                | 1946        | 2021       | Comic-Zeichner und -Experte und Sachbuchautor                                                                                  |                                                           |                                                                                 |
| Rudolf Rhomberg                    | 1920        | 1968       | Schauspieler |                                                           |                                                                                 |
| Lothar Rohde                       | 1906        | 1985       | Hochfrequenztechniker, Industrieller (Rohde & Schwarz)                                                                         |                                                           | Grab von Lothar Rohde                                                           |
| Helena Rosenkranz                  | 1939        | 2006       | Filmschauspielerin |                                                           |                                                                                 |
| Hjalmar Schacht                    | 1877        | 1970       | Reichsbankpräsident, Reichswirtschaftsminister                                                                                 | 55                                                        | Grab von Hjalmar Schacht                                                        |
| Anton Scharnagl                    | 1877        | 1955       | Bischof, Politiker (BVP) | 055-19-6                                                  |                                                                                 |
| Karl Scharnagl                     | 1881        | 1963       | Politiker (CSU), Oberbürgermeister                                                                                             | 055-19-6                                                  | Grab der Familie Scharnagl (erster Eintrag rechts oben: Dr. hc. Karl Scharnagl) |
| Julius Schaub                      | 1898        | 1967       | NS-Funktionär, Chefadjudant Adolf Hitlers                                                                                      |                                                           |                                                                                 |
| Sybille Schmitz                    | 1909        | 1955       | Schauspielerin |                                                           |                                                                                 |
| Rudolf Schündler                   | 1906        | 1988       | Regisseur, Schauspieler |                                                           |                                                                                 |
| Erni Singerl                       | 1921        | 2005       | Volksschauspielerin | 056-11-3                                                  | Grab von Erni Singerl                                                           |
| Peter Stättmayer                   | 1945        | 2018       | Astronom |                                                           |                                                                                 |
| Hans Steyrer                       | 1849        | 1906       | Metzger, Gastwirt, Kraftmensch                                                                                                 | 46-5-12                                                   | Plakette auf Hans Steyrers Grabstein.                                           |
| Joe Stöckel                        | 1894        | 1959       | Drehbuchautor, Regisseur, Volksschauspieler                                                                                    | 77-3-9                                                    | Grab Joe Stöckel                                                                |
| Barbara Valentin                   | 1940        | 2002       | Schauspielerin | M-li-183                                                  | Grab Barbara Valentin                                                           |
| Thomas Wimmer                      | 1887        | 1964       | Oberbürgermeister | 61-1-2a-d                                                 | Grab von Thomas Wimmer                                                          |
| Marie Louise von Larisch-Wallersee | 1858        | 1940       | Nichte der Kaiserin Elisabeth von Österreich                                                                                   | M-li-251/253                                              | Grab Marie Loise von Larisch                                                    |
| Wastl Witt                         | 1882        | 1955       | Volksschauspieler | 028-10-16                                                 | Grab Wastl Witt                                                                 |
| Johanna Wolf                       | 1900        | 1985       | Sekretärin |                                                           |                                                                                 |
| Werner Zeussel                     | 1941        | 2009       | Volksschauspieler | 97-5-16                                                   |                                                                                 |